# Giovanni Battista Breda
Pour les articles homonymes, voir Breda (homonymie).
Giovanni Battista Breda (né le 21 juillet 1931 à Melegnano et mort le 13 juillet 1992 à Milan) est un épéiste italien.

## Biographie
Giovanni Battista Breda est médaillé d'argent en épée par équipe en 1964 à Tokyo (avec Giuseppe Delfino, Gianluigi Saccaro, Gianfranco Paolucci et Alberto Pellegrino).